# Saccharum kajkaiense
Saccharum kajkaiense là một loài thực vật có hoa trong họ Hòa thảo. Loài này được (Melderis) Melderis miêu tả khoa học đầu tiên năm 1970.